# Ajchigierowie herbu Achinger
Ajchigierowie – ród herbu Ajchigier, którego protoplastą był Zybult Ajchigier – przybyły do Polski za czasów Zygmunta I z Niemiec.  Ożeniony z Polką, z domu Maleczkowską, siostrą wielkorządcy krakowskiego Michała, ojciec Zybulta i Jerzego.
Zybult Ajchigier młodszy służył na dworze hospodara wołoskiego. Miał dwóch synów. Obaj żołnierze, zginęli w  XVII wieku. Jeden służył w chorągwi husarskiej hetmana polnego koronnego Marcina Kazanowskiego. Drugi pod hetmanem wielkim koronnym Stanisławem Potockim.
Jerzy Ajchigier był dworzaninem Stefana Batorego. W jego służbie wykonywał poufne misje na Węgrzech.